# História de Cachoeira do Sul

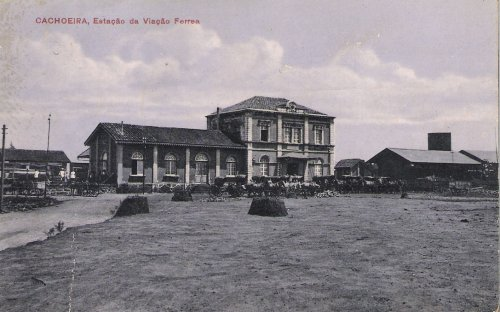
Cartão-postal de 1918, com a antiga Estação Ferroviária de Cachoeira do Sul

A História de Cachoeira do Sul se confunde muito com as disputas territoriais entre Portugal e Espanha no sul do Brasil. Ao longo de mais de 250 anos, Cachoeira do Sul possui várias marcas dessa história, que está na cultura, na arquitetura e na memória de seu povo.

## Fundação e período colonial
A história do município tem início em 1750, quando tropas portuguesas vindas de São Paulo receberam sesmarias e começaram a povoar a área em volta ao rio Jacuí, para segurança ao cumprimento do Tratado de Madri, assinado no mesmo ano. Estabeleceram-se com estâncias de criação de gado bovino. Para demarcar a linha de fronteira foi designado para ir ao Rio Grande do Sul o governador e capitão general do Rio de Janeiro e Minas Gerais, Gomes Freire de Andrade, Visconde de Bobadela, acompanhado por uma comissão técnica e tropas dos exércitos espanhol e português.
Devido à escassez de terras aráveis no Arquipélago dos Açores, e à explosão demográfica, Gomes Freire de Andrade recebeu a incumbência de trazer casais açorianos para povoarem a região dos Sete Povos das Missões, porém espalham-se por todo o estado. Um grupo estabeleceu-se às margens do rio Jacuí, juntando-se aos soldados, que se dividiram em pequenos latifúndios, dedicando-se à agricultura e à pecuária.
Em 1754 ocorreu a Guerra Guaranítica, onde os índios residentes nas Missões se revoltaram contra o poder da Coroa Portuguesa, da Coroa Espanhola e os padres jesuítas. Com a derrota dos indígenas, alguns deles foram recolhidos por portugueses e formaram uma pequena aldeia no Cerro do Botucaraí. Em 1769 foram levados para o Passo do Fandango, onde construíram a capela de São Nicolau. O lugar é hoje o bairro Aldeia. É nessa época que a pequena vila, formada de açorianos e índios, começa a ser chamada de Cachoeira, devido às quedas d'água do rio Jacuí que havia no local. Em 10 de julho de 1779 a Capela foi elevada à categoria de Freguesia, com a denominação de Freguesia de Nossa Senhora da Conceição da Cachoeira. Nessa época apareceram as primeiras referências ao nome de Cachoeira, devido às quedas d’água existentes no rio Jacuí, próximas ao local da povoação. Data também desse período a demarcação dos limites da Freguesia. Em 28 de setembro de 1799 foi inaugurado o novo templo católico, a Igreja Matriz Nossa Senhora da Conceição.
Em princípios de 1800 a Freguesia de Nossa Senhora da Conceição da Cachoeira entrou num período de crescimento demográfico, comercial e urbano. Contingentes oriundos das guerras de demarcação instalaram-se na povoação; casas comerciais efetuavam transações com o mercado do centro; a cidade ganhou seu atual traçado, elaborado por José de Saldanha, engenheiro, tendo a Praça da Igreja como ponto central. Atendendo a uma aspiração da população cachoeirense, o Alvará de 26 de abril de 1819 elevou a Freguesia à categoria de vila, por ordem do rei Dom João VI, com o nome de Vila Nova de São João da Cachoeira, sendo o quinto município a ser criado, precedido de Porto Alegre, Rio Grande, Santo Antônio da Patrulha e Rio Pardo. A solenidade de instalação do Município ocorreu a 5 de agosto de 1820, inaugurando-se o Pelourinho, antigo símbolo da autonomia municipal. Após a criação do município, iniciou-se um período de organização política, social e administrativa.

## Revolução Farroupilha
Em 20 de setembro de 1835 estoura a Revolução Farroupilha no Rio Grande do Sul, o topo do protesto contra os impostos sobre o charque e uma tentativa de formar uma nação democrática no sul do Brasil. O município de Cachoeira adere ao movimento em 23 de setembro, por isso é considerada uma das quatorze capitais farroupilhas. Um cachoeirense, Antônio Vicente da Fontoura, se torna um dos líderes da revolução. Em 1836 acontece a Batalha de Rio Pardo, e o lugar da comemoração da vitória dos farrapos na batalha é a Igreja Nossa Senhora da Conceição. A cidade festejava com o triunfo das tropas farroupilhas, sendo que a Câmara Municipal prestou juramento à Revolução Farroupilha, mas a cidade é atacada pelos soldados de Bento Manoel Ribeiro, e a dominação imperial acontece somente em 1840, obrigando a Câmara a reconhecer Dom Pedro II como imperador do Brasil. Antônio Vicente da Fontoura segue na revolução, exercendo papel na pacificação final, negociando a rendição dos farrapos, em 1845.

## Período imperial

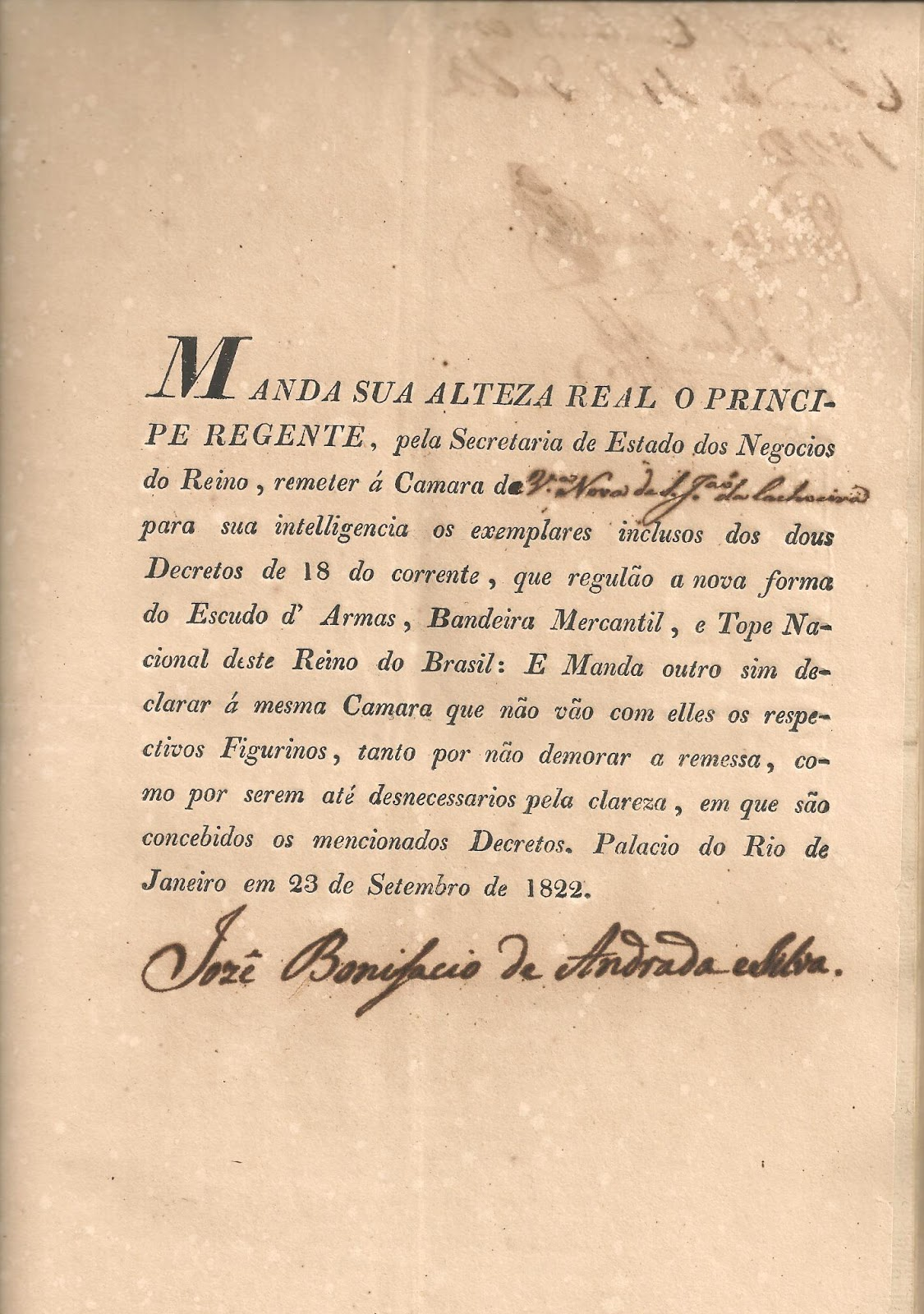
Documento enviado à Câmara de Cacheira por José Bonifácio em 23 de setembro de 1822.

Cachoeira sofreu vários investimentos em seu período imperial, evidenciando-se o desenvolvimento nos seguintes aspectos: criação de aulas públicas (1827); organização dos serviços dos Correios (1829); estabelecimento das Posturas Municipais (1830); construção do edifício do Paço Municipal e entrega do mesmo à Câmara (1865). Em 1850 foi criado o Comando Superior da Guarda Nacional de Cachoeira e Caçapava, com a nomeação de José Gomes Portinho para o Comando Superior.
Em 1857 chegam os primeiros imigrantes alemães, dirigindo-se à Colônia Santo Ângelo, região hoje compreendida nos municípios de Agudo, Paraíso do Sul, Novo Cabrais, Cerro Branco, Dona Francisca, Nova Palma e Restinga Seca. Essas famílias alemãs dedicaram-se à agricultura, especialmente ao cultivo do arroz. Já a colonização italiana se dá a partir de 1877, quando as primeiras famílias estabelecem-se em Cortado, vindas da Quarta Colônia. Depois, essas famílias transferem-se para a cidade para trabalhar no comércio cachoeirense.
Em 1859 a Lei de 15 de dezembro concedeu o foro de cidade à sede do município de Cachoeira, e a solenidade de elevação à categoria de cidade ocorreu na sessão da Câmara de 10 de janeiro de 1860. Em 1876 Cachoeira foi ligada a Porto Alegre por linha telegráfica. Alguns anos depois, em 7 de março de 1883, chegou à Estação Ferroviária de Cachoeira a primeira locomotiva, inaugurando a estrada de ferro Porto Alegre - Uruguaiana.

## Período republicano
No ano de 1900 a agricultura começa a se modernizar e impulsiona a economia cachoeirense, sendo cultivados diversos hectares de arroz, e aplicados altos investimentos em engenhos de beneficiamento de arroz. Dos que se destacam, está o Engenho Roesch. Nesta época também se dá um impulso no número de habitantes, que chegam na cidade interessados no comércio.
O enriquecimento cultural também chega, com diversos eventos e encontros. Nesta época até os anos 1920 que são construídos os prédios de maior valor cultural da cidade, tais como a atual Casa de Cultura e a Câmara de Vereadores.
É no início da década de 1920 que Cachoeira atinge a liderança brasileira na produção de arroz, fato este que ganhou o apelido de "Capital Nacional do Arroz". Em 1924 é terminada a construção do 3° Batalhão de Engenharia e Combate Conrado Bittencourt e, em 1925, é inaugurado o monumento símbolo da cidade: o Château d'Eau.
A economia cachoeirense, que estava bastante desenvolvida e adiantada, estando nos primeiros lugares dos números populacionais e demográficos, passa por uma crise nos anos 1930: uma infestação de gafanhotos toma a cidade, devorando diversas plantações. Segundo Carlos Eduardo Florence, colunista no Jornal do Povo, "A praga de gafanhotos que dizimou a agricultura em Cachoeira no começo dos anos 1930 infestou as calçadas, as ruas, o ar, as frestas das janelas e das portas. A rua Júlio era revolta e os gafanhotos varridos e enterrados. Gafanhotos bolivianos foram as nuvens que cobriram Cachoeira e taparam o sol. As pragas de gafanhotos na Bíblia são uma figura dos pecados do homem. Aqui outras pragas vieram e virão".
Em 1941, em plena Segunda Guerra Mundial, após uma breve alta na economia e com a safra recorde de arroz, é realizada a Festa do Arroz. As principais ruas da cidade foram decoradas com arroz e todo momento chegava turistas para conhecerem a "Capital Nacional do Arroz". A festa foi um sucesso, porém ninguém esperava o que iria acontecer depois: com as sequentes chuvas, o rio Jacuí transbordou e a parte baixa da cidade foi invadida pelas águas do rio, sendo essa a maior enchente que o município vivenciou. Por causa disso, a economia cachoeirense quebrou. A  previsão de colheita, estimada em 1,2 milhão, acabou se reduzindo a 800 mil sacos, indo a orizicultura no município desenvolver-se novamente nos anos 1970. Já a Fenarroz teria a sua segunda edição em 1968.
Em 1944, com a criação do município de Cachoeira, no estado da Bahia, para não haver problemas burocráticos, mudou-se o nome da cidade: de Cachoeira para a atual, Cachoeira do Sul.
Nos anos 1950 acontecem os principais avanços no transporte cachoeirense: a Transporte Nossa Senhora das Graças entra em operação, dando início ao transporte coletivo em Cachoeira do Sul. Nessa época existia apenas uma linha, que ia desde o atual Hotel União até a Prefeitura. Em 1955 entra em funcionamento a estação rodoviária de Cachoeira do Sul, localizada, na época, ao lado da Estação Ferroviária de Cachoeira do Sul. Também é nos anos 1950 que o Cine Astral é inaugurado. A cidade, até então, contava com o Cine Coliseu, em funcionamento desde os anos 1930. Em 1958 se dá impulso ao movimento de construção da Funvale (Fundação Universade do Vale do Jacuí), para a cidade contar com o ensino superior, até então inexistente no município. Em 1961 é construída a Ponte do Fandango.
Na década de 1970, os engenhos e as lavouras de arroz voltam a movimentar continuadamente a economia local, transformando Cachoeira do Sul em um pólo regional, com grande desenvolvimento. Nessa época surge o rumor de ser erguida na cidade uma Universidade Federal, porém ela vai para Santa Maria. Também está nos planos de engenheiros da BR-290 cruzar a cidade, mas por falta de movimentação local, esse plano não se conclui, fazendo com que a estrada passasse às margens da Vila Piquiri. Por conta disso, é inaugurada a Rodovia Transbrasiliana, a BR-153, no trecho entre Rincão dos Cabrais e a BR-290, ligando Cachoeira a Santa Cruz do Sul e Porto Alegre.
Outro fato relevante no transporte é que a ferrovia sai do Centro de Cachoeira do Sul, indo para a zona norte, por atrapalhar a movimentação de veículos e ser responsável por diversos casos de rachaduras em prédios próximos. As estações rodoviária]] e ferroviária são demolidas e em seu lugar surge a Praça Honorato. A nova e atual estação rodoviária é construída no bairro Gonçalves, próximo à BR-153, enquanto a Estação Ferroviária vai para o bairro Quinta da Boa Vista.
A prosperidade do município nos anos 1980 faz com que seja construída a Centralsul (uma cooperativa para distribuição de arroz e soja) e a plataforma de cargas do Porto de Cachoeira do Sul. Contudo, a economia local dá sinais de estagnação e a Centralsul, uma das maiores cooperativas de arroz do Rio Grande do Sul, anuncia a sua falência cinco anos depois de sua construção. Assim, a população começa a sair do município e migrar para outros centros de consumo.
Hoje, o município enfrenta o desafio de acabar com o trauma da estagnação desde os anos 1980 e que se arrastou durante toda a década de 1990. Com atrativos, a cidade está vivenciando um processo de industrialização com novas empresas, como Granol e Aracruz Celulose. Também chega para a cidade o Centro Regional IV da Universidade Estadual do Rio Grande do Sul, dentre outras instituições.

### Emancipações
Por ter um território vasto, Cachoeira do Sul teve consequentes desmembramentos. Em 1832, com a Lei de 12 de novembro, separaram-se do município de Cachoeira os municípios de Alegrete (com Santana do Livramento), e Caçapava do Sul (com São Gabriel), elevando-os à condição de vilas. Em 1857 separou-se a Freguesia de Santa Maria, que foi elevada a vila, por decreto de 16 de dezembro daquele ano. Em 1959 emancipam-se de Cachoeira municípios da Quarta Colônia de Imigração Italiana: Faxinal do Soturno, Dona Francisca e São João do Polêsine. Também surgiram do território cachoeirense os municípios de Agudo, Restinga Seca, São Sepé e Formigueiro. Em 1988 Paraíso do Sul e Cerro Branco conseguem emancipação e, em 1996, foi a vez de Rincão dos Cabrais possuir autonomia, sob o nome de Novo Cabrais.

## Política nacional
A cidade também fez história na política nacional. Durante o governo de Getúlio Vargas, havia dois ministros cachoeirenses: Brigadeiro Nero Moura no Ministério da Aeronáutica, e João Neves da Fontoura na pasta das Relações Exteriores. Durante o governo de Emílio Garrastazu Médici, o ministro João Leitão de Abreu assumiu o controle da Casa Civil.

## Livros sobre o assunto
- SELBACH, Jeferson. Muito além da praça José Bonifácio: as elites e os outsiders em Cachoeira do Sul, pela voz do Jornal do Povo, 1930-1945

[disponível em http://www.ccaa.ufma.br/~jefersonf/9788590542674.pdf]
- SELBACH, Jeferson. Cachoeira em crônicas – cotidiano

[disponível em: http://www.ccaa.ufma.br/~jefersonf/9788590542629.pdf; http://www.google.com.br/books?id=hMWO1ycN1xoC&printsec=frontcover&dq=jeferson+selbach&sig=D5O75yryCrESziYEKQW7GDVsmPI e http://dominiopublico.mec.gov.br/pesquisa/DetalheObraForm.do?select_action=&co_obra=26675]
- SELBACH, Jeferson. Maîtres de plaisir: construtores de imagens (incluída a história do Jornal do Povo)

[disponível em http://www.ccaa.ufma.br/~jefersonf/9788590542667.pdf; http://www.google.com.br/books?id=-Z98-hV8X8C&printsec=frontcover&dq=jeferson+selbach&sig=73Ka0mB7duQf-Mkr6OZVNKfgX-M e http://dominiopublico.mec.gov.br/pesquisa/DetalheObraForm.do?select_action=&co_obra=26677]
- SELBACH, Jeferson. Mulheres: história e direitos

[disponível em http://www.ccaa.ufma.br/~jefersonf/9788590542643.pdf e http://dominiopublico.mec.gov.br/pesquisa/DetalheObraForm.do?select_action=&co_obra=26678/